# Nazionale maschile di pallanuoto del Canada
La nazionale di pallanuoto maschile del Canada è la rappresentativa maschile canadese nelle competizioni internazionali di pallanuoto. La squadra è gestita dalla Canadian Water Polo Association, la branca della Aquatic Federation of Canada che si occupa della pallanuoto.

## Storia
Ha debuttato sulla scena internazionale ai Giochi panamericani del 1963. Il suo miglior risultato ai Giochi olimpici è stato il nono posto nell'edizione casalinga di Montréal. Nel campionato mondiale, sebbene si sia sempre qualificata dalla seconda edizione in poi, ha raggiunto appena l'ottavo posto nel 2009.

In ambito continentale i canadesi hanno conquistato per cinque volte il bronzo ai Giochi Panamericani e nel 2011 hanno raggiunto per la prima volta l'argento.

## Partecipazioni
Olimpiadi
- 1972 13º
- 1976 9º
- 1984 11º
- 2008 11º

Mondiali
- 1975 14º
- 1978 14º
- 1982 14º
- 1986 13º
- 1991 13º
- 1994 14º
- 1998 13º
- 2001 15º
- 2003 14º
- 2005 13º
- 2007 12º
- 2009 8º
- 2011 10º
- 2013 11º
- 2015 9º
- 2017 15º
- 2022 ritirata
- 2023 12º
- 2025 11º

Giochi panamericani
- 1963 4º
- 1967 5º
- 1971 8º
- 1975 4º
- 1979  Bronzo
- 1983  Bronzo
- 1987 4º
- 1991 4º
- 1995 4º
- 1999  Bronzo
- 2003  Bronzo
- 2007  Bronzo
- 2011  Argento
- 2015  Bronzo
- 2019  Argento
- 2023 4º

World League
- 2007 7º
- 2008 6º
- 2011 6º
- 2014 6º
- 2019 8º
- 2022 8º

## Formazioni

### Olimpiadi
Giochi olimpici - Monaco di Baviera 1972Vanderpol • Pyle • Pugliese • Barry • Packer • S. Hart • Gauldie • Thompson • D. Hart • Csepregi • Leclerc, CT: -
Giochi olimpici - Montréal 1976Leclerc • Csepregi • Hart • Pottier • Turcotte • Barry • Ducharme • Pugliese • Gross • MacLeod • Dion, CT: -
Giochi olimpici - Los Angeles 1984Zayonc • Juhasz • Gross • Huet • Anderson • Pottier • Deschamps • Meyer • Bol • Van Tol • Brown • Dion • Collyer, CT: -
Giochi olimpici - Pechino 2008Randall · Kudaba · Diggle · Mitchell · Boyd · Marks · Jung · Graham · Feltham · Palamarevic · Sayegh · Miller · Youngblud, CT: Dragan Jovanović

### Altre
- Mondiali - Roma 2009 - 8º posto:

Robin Randall, Constantin Kudaba, Jonathan Ruse, Nicolas Constantin-Bicari, Justin Boyd, Thomas Marks, Brandon Jung, Kevin Graham, Aaron Feltham, Dusko Dakic, Devon Diggle, Jared McElroy, Nicolas Youngblud.
- Giochi panamericani - Guadalajara 2011 -  Argento:

Robin Randall, Constantin Kudaba, Devon Diggle, Nicolas Constantin-Bicari, Justin Boyd, Scott Robinson, John Conway, Kevin Graham, Aaron Feltham, Dusko Dakic, Oliver Vikalo, Jared McElroy, Dusan Aleksic. C.T.: Dragan Jovanović